# Kal, Pivka
Kal je naselje v Občini Pivka. Vas je dobila ime po plitvi kotanji na kraških tleh, kjer se zbira deževnica, kalu (voda ne pronica v kraško podzemlje, ker ima kal dno prekrito z neprepustno plastjo gline ali ilovice). 
Po ustnem izročilu je bila vas v virih prvič omenjena v 12. stoletju. Cerkev Svetega Jerneja (ki goduje 24.avgusta) je iz 16. stoletja.